# Thurning, Northamptonshire
Thurning är en civil parish i Storbritannien.   Den ligger i grevskapet Northamptonshire och riksdelen England, i den sydöstra delen av landet, 100 km norr om huvudstaden London.